# ラジオdeアイマSTAR☆
ラジオdeアイマSTAR☆（らじおであいますたー）は、ゲーム『THE IDOLM@STER』シリーズに関連するインターネットラジオ番組。『アイドルマスター P.S.プロデューサー』の後番組として、2009年10月8日から2011年3月31日まで、毎週木曜日にアニメイトTVにて配信されていた。

## 概要
この番組内では『P.S.プロデューサー』同様、リスナーをプロデューサーと呼んでいる。
また、『ラジオdeアイマSHOW!』でいわゆる「天の声」を務めていた、ゲーム内の事務所「765プロダクション」の社長が復活している。キャストは徳丸完。なお、徳丸は配信期間中の2011年3月6日に逝去しているが、社長は録音済みの音源を用いて最終回まで登場している。また、活動73週目の冒頭で、パーソナリティ3人より、同年3月11日に発生した東北地方太平洋沖地震へのお見舞いの言葉と共に、徳丸へのお別れの言葉が述べられた。

## パーソナリティ
『P.S.プロデューサー』のパーソナリティであった中村繪里子（天海春香 役）と長谷川明子（星井美希 役）が引き続き出演。また、『ラジオdeアイマSHOW!』や『Radio For You!』でパーソナリティを務めていた仁後真耶子（高槻やよい 役）が加わり、パーソナリティは3人になっている。第10回放送に、パーソナリティの3人によるユニット名が『CHEFFLE』に決定した。

### CHEFFLE
CHEFFLE（シェフル）とは、パーソナリティの中村、長谷川、仁後の3人によるユニット。
ユニット名はリスナーからの募集を経て、活動10週目で決まった。
パーソナリティがそれぞれの星を目指すというところから連想して、三つ星レストランのシェフと、3人を混ぜ合わせるという意味のシャッフルを組み合わせた造語。

## コーナー
前番組に引き続き、各コーナーは、朝・昼・夜のスケジュールにて行う。

### 通常
コミュニMail☆
いわゆるふつおたのコーナー。
3パターン SAY HELLO!!
オープニングにて、アイドルたちがプロデューサーから送られてきた3パターンの挨拶を行うコーナー。
プチニケーション
プロデューサーから送られてきた「シチュエーション」に登場する選択肢を選ぶコーナー。コーナーは前番組より継続している。
ソフトにハードに！
毎月、各アイマスワールドを勉強するコーナー。月ごとにお題が設定され、お題に関する思い出や技を募集・紹介する。
Let's スキルアップ！
各パーソナリティが「やりたいこと」「目指すもの」をリサーチしつつ、番組の新コーナーをつくるコーナー。
ドラマですよ、ドラマ！
プロデューサーから送られてきた短いドラマやセリフを演じるコーナー。
シンガーソングなの
プロデューサーから歌詞をもらい、短い即興ソングを作曲し発表するコーナー。
先生、フイテルの時間ですよ♪
中村が笛をもっと上手に吹けるよう特訓するコーナー。
チャレンジ！マネスブック
仁後が様々な『記録』にチャレンジするコーナー。
ラ・ポエーム
プロデューサーから送られてきたお題に沿ってオリジナルのポエムを作るコーナー。
ま！スター☆オーディション
プロデューサーから送られてきたゲームにパーソナリティがチャレンジするコーナー。

### 過去にあったコーナー
目指せ！繪里ートバーテンダー
中村さんが「大人の女性のカクテル」を作るコーナー。
あなたのお気持ち表しマスター
感情表現したいお題を仁後がタップで表現するコーナー。
明作熟語
長谷川がオリジナルの四字熟語を作るコーナー。

### 単発
765プロ社員研修
番組内のコーナーを紹介するコーナー（第1回のみ）。
うっう～ダンスです～
番組HPに掲載されている写真のポーズでダンスレッスンを行う仮コーナー（第6回のみ）。

## 放送リスト
| 放送回     | 配信日     | サブタイトル                                                 | ゲスト   | 特記事項 |
| ---------- | ---------- | ------------------------------------------------------------ | -------- | -------- |
| 活動第1回  | 2009/10/8  | 『はじめまして！というより、おかえり？』                     |          |          |
| 活動第2回  | 2009/10/15 | 『いきなりマイナスって、ありですか？』                       |          |          |
| 活動第3回  | 2009/10/22 | 『ネット発のアイドル、やってきた？』                         | 花澤香菜 |          |
| 活動第4回  | 2009/10/29 | 『秋といえば、お芋しかないでしょ？』                         | 花澤香菜 |          |
| 活動第5回  | 2009/11/5  | 『キーワードは、ハッピーなターン？』                         |          |          |
| 活動第6回  | 2009/11/12 | 『お子様だって、アイドルになれるんです！』                   |          |          |
| 活動第7回  | 2009/11/19 | 『バースデーヒロインは誰のもの？』                           | 若林直美 |          |
| 活動第8回  | 2009/11/26 | 『原点回帰ですよ、原点回帰！』                               | 若林直美 |          |
| 活動第9回  | 2009/12/3  | 『冬でもほくほくあったかく。』                               |          |          |
| 活動第10回 | 2009/12/10 | 『年末はプロデューサーも多忙で走る？』                       |          |          |
| 活動第11回 | 2009/12/17 | 『聴くだけでもお楽しみは多いもの？』                         |          |          |
| 活動第12回 | 2009/12/24 | 『クリスマスはパーティーですよ、パーティー！』               |          |          |
| 活動第13回 | 2010/1/7   | 『ラジオdeめでたい!?新年会』                                 | 平田宏美 |          |
| 活動第14回 | 2010/1/14  | 『ブラックなイメージカラーは誰のもの？』                     | 平田宏美 |          |
| 活動第15回 | 2010/1/21  | 『桜が舞うような大発表!?』                                   |          |          |
| 活動第16回 | 2010/1/28  | 『本当のお楽しみは、これからですよ！』                       |          |          |
| 活動第17回 | 2010/2/4   | 『バースデードリンクは○○の香り？』                           | 下田麻美 |          |
| 活動第18回 | 2010/2/12  | 『8年前まで、プレイバ→ック!!』                               | 下田麻美 |          |
| 活動第19回 | 2010/2/18  | 『アイドルだから愛を届けます!?』                             |          |          |
| 活動第20回 | 2010/2/25  | 『タイトルを決めるのも楽じゃない？』                         |          |          |
| 活動第21回 | 2010/3/4   | 『1日遅れでも、お雛様になれますか？』                        |          |          |
| 活動第22回 | 2010/3/11  | 『来月のイベントに向けて、準備は万全ですか？』               |          |          |
| 活動第23回 | 2010/3/18  | 『妄想ショータイム開催です！』                               | 滝田樹里 |          |
| 活動第24回 | 2010/3/25  | 『本日は予定を変更してラジオdeアイマ○○○を放送…はしません！』 | 滝田樹里 |          |
| 活動第25回 | 2010/4/1   | 『4月1日、番組内での嘘にご注意ください』                     |          |          |
| 活動第26回 | 2010/4/8   | 『あと3日で、皆さんにあえまcheffle!!!』                      |          |          |
| 活動第27回 | 2010/4/15  | 『心機一転、ゼロからの再スタートです！』                     |          |          |
| 活動第28回 | 2010/4/22  | 『イベントは終わったけど、新たな伝説はこれから!?』           | 原由実   |          |
| 活動第29回 | 2010/4/30  | 『連休でも、お休み気分じゃいられない!?』                     | 原由実   |          |
| 活動第30回 | 2010/5/13  | 『お母さんになるのも楽じゃない!?』                           |          |          |
| 活動第31回 | 2010/5/20  | 『今度はラジオの原点回帰です！』                             |          |          |
| 活動第32回 | 2010/5/27  | 『アイドルならではのマニフェストって!?』                     |          |          |
| 活動第33回 | 2010/6/3   | 『ジメジメには新たな刺激を!?』                               |          |          |
| 活動第34回 | 2010/6/10  | 『たとえ結婚しても、アイドルでいてくれますか？』             |          |          |
| 活動第35回 | 2010/6/17  | 『あの名曲の裏話、聞きたいですか？』                         |          |          |
| 活動第36回 | 2010/6/24  | 『アイドルの日本代表目指します！』                           |          |          |
| 活動第37回 | 2010/7/1   | 『ライブでは何色のサイリウムを振りますか？』                 |          |          |
| 活動第38回 | 2010/7/8   | 『ラジオも今日からRest@rt!?』                                |          |          |
| 活動第39回 | 2010/7/15  | 『ライブは思い出がたくさん貯まるイベントです!!!』            |          |          |
| 活動第40回 | 2010/7/22  | 『暑い日が続いてもくじけません！』                           |          |          |
| 活動第41回 | 2010/7/29  | 『弱気なパーソナリティでも大丈夫？』                         | 浅倉杏美 |          |
| 活動第42回 | 2010/8/5   | 『夏といえば思い出す、何かって？』                           | 浅倉杏美 |          |
| 活動第43回 | 2010/8/12  | 『お盆期間もアイドル活動は休みません！』                     |          |          |
| 活動第44回 | 2010/8/19  | 『残りの夏休み、どう過ごす!?』                               |          |          |
| 活動第45回 | 2010/8/26  | 『思い出をありがとう、でもさよならは言わないでね』           | 若林直美 |          |
| 活動第46回 | 2010/9/2   | 『新学期になっても熱い日々は終わらない!?』                   | 若林直美 |          |
| 活動第47回 | 2010/9/9   | 『アイドル活動中でも無理は禁物!?』                           |          |          |
| 活動第48回 | 2010/9/16  | 『目指せ、リアクションマスター!?』                           |          |          |
| 活動第49回 | 2010/9/24  | 『目指せ!?全世界のアイドル番組』                             |          |          |
| 活動第50回 | 2010/9/30  | 『ライブステージ上からNOW ON AIR!!!』                        |          |          |
| 活動第51回 | 2010/10/7  | 『1年間の記憶、探ってみる？』                                |          |          |
| 活動第52回 | 2010/10/14 | 『吹きものの選択は慎重に？』                                 |          |          |
| 活動第53回 | 2010/10/21 | 『やっぱり双子はふたりでひとつ!?』                           | 下田麻美 |          |
| 活動第54回 | 2010/10/29 | 『ハロウィンだからお菓子をたくさんもらっちゃえ→!』           | 下田麻美 |          |
| 活動第55回 | 2010/11/4  | 『スポーツの秋？ラジオdeアイマスたーいく祭開催！（前半戦）』 |          |          |
| 活動第56回 | 2010/11/11 | 『スポーツの秋？ラジオdeアイマスたーいく祭開催！（後半戦）』 |          |          |
| 活動第57回 | 2010/11/18 | 『1年越しのバースデーヒロイン誕生!?』                        |          |          |
| 活動第58回 | 2010/11/25 | 『来たる冬に向けて、○○の準備開始？』                         |          |          |
| 活動第59回 | 2010/12/2  | 『ぷちどるがお誕生日に乱入なう!?』                           |          |          |
| 活動第60回 | 2010/12/9  | 『年末進行でアイドルも走ってます！』                         |          |          |
| 活動第61回 | 2010/12/16 | 『今年はサンタさんへどんなお願いするの？』                   | 浅倉杏美 |          |
| 活動第62回 | 2010/12/24 | 『と～っておきのクリスマスプレゼントって何ですか!?』         | 浅倉杏美 |          |
| 活動第63回 | 2011/1/6   | 『新年なのでお年玉…という状況じゃない？』                    |          |          |
| 活動第64回 | 2011/1/13  | 『新春ライブ後だけど、まだまだ気分は正月のまま？』           |          |          |
| 活動第65回 | 2011/1/20  | 『もうライブの次は始まっているんです！それはなぜかって…』    |          |          |
| 活動第66回 | 2011/1/27  | 『話題の新作、触れてみたい？』                               |          |          |
| 活動第67回 | 2011/2/3   | 『節分の日は鬼と○○で勝負？』                                 | 沼倉愛美 |          |
| 活動第68回 | 2011/2/10  | 『バレンタインの気分はスイート？それともビター？』           | 沼倉愛美 |          |
| 活動第69回 | 2011/2/17  | 『文化祭に向け、新展開スタートです！』                       |          |          |
| 活動第70回 | 2011/2/24  | 『アイマス2発売！だけどたまには息抜きも…ね』                 |          |          |
| 活動第71回 | 2011/3/3   | 『ひな壇の一番上はトップアイドルの証？』                     |          |          |
| 活動第72回 | 2011/3/10  | 『ホワイトデーなので3倍返しの気持ちをこめて聴いてね♪』       |          |          |
| 活動第73回 | 2011/3/23  | 『こんな時だからこそ、みんなが笑顔になれるように…』          |          |          |
| 活動第74回 | 2011/3/31  | 『さよならはまだ…言わないからね!!!』                         |          |          |

- サブタイトルは、アニメイトTV配信時に付けられたもの。
- 太字はゲストがいる回

## ゲスト
- 花澤香菜（水谷絵理 役：第3回 - 第4回）
- 若林直美（秋月律子 役：第7回 - 第8回、第45回 - 第46回）
- 平田宏美（菊地真 役：第13回 - 第14回）
- 下田麻美（双海亜美・真美 役：第17回 - 第18回、第53回 - 第54回）
- 滝田樹里（音無小鳥 役：第23回 - 第24回）
- 原由実 （四条貴音 役：第28回 - 第29回）
- 浅倉杏美 （萩原雪歩 役：第41回 - 第42回、第61回 - 第62回）
- 沼倉愛美（我那覇響 役：第67回 - 第68回）

## CD
DJCD ラジオdeアイマSTAR☆ SP01
2010年6月23日発売。2010年4月11日に行われた公開録音イベントの模様が収録されている。
DJCD ラジオdeアイマSTAR☆ Summer Stage 2010
2010年9月8日発売（コミックマーケット78で先行販売された）。新規録り下ろしラジオが収録されている。
DJCD ラジオdeアイマSTAR☆ SP02～Graduation～
2011年8月12日発売。2011年4月9日に行われた公開録音イベントの模様が収録されている。

## 公開録音
「PAN!PAN! アトリエdeあえまcheffle!!! ～桜の季節のフルコース～」
2010年4月11日、サンパール荒川大ホールにて開催された。ゲストは今井麻美（如月千早 役）、沼倉愛美（我那覇響 役）、原由実（四条貴音 役）。
「星春桜歌祭 Powerful☆Miracle☆Chefftival☆」
2011年4月9日、サンパール荒川大ホールにて開催された。サプライズゲストとして下田麻美（双海亜美・真美 役）が登場し、後番組『ラジオdeアイマCHU!!』が発表された。